# Åt samma håll
Åt samma håll är en singel av Lars Winnerbäck och Hovet, släppt 24 februari 2003 från albumet Söndermarken. Den blev som bäst sexa på den svenska singellistan och toppade Trackslistan under två veckor i mars där den även blev det årets näst största hit.

## Låtlista
1. "Åt samma håll"
2. "Katt över taken/Dublin"